# Paktíka
Provincie Paktíka (paštunsky د پکتيکا ولايت‎, persky ولایت پکتیکا‎) je jedna z 34 afghánských provincií v jihovýchodní části Afghánistánu. Většinovou populaci tvoří Paštúnové. Hlavním městem je Šaran. Paktíka je pohraniční provincie hraničící na východě s Pákistánem na severu s provinciemi Paktíja a Chóst, na západě s provinciemi Ghazní a Zábul.